# Eletti al Senato della Repubblica nelle elezioni politiche italiane del 1979
Questo elenco riporta i nomi dei senatori della VIII legislatura della Repubblica Italiana dopo le elezioni politiche del 1979, suddivisi per circoscrizione.
| Circoscrizione        | Lista                                         | Eletto                           | Collegio                             |
| --------------------- | --------------------------------------------- | -------------------------------- | ------------------------------------ |
| Piemonte              | Democrazia Cristiana                          | Riccardo Triglia                 | Casale Monferrato - Chivasso         |
| Piemonte              | Democrazia Cristiana                          | Giuseppe Miroglio                | Asti                                 |
| Piemonte              | Democrazia Cristiana                          | Luigi Macario                    | Cuneo - Saluzzo                      |
| Piemonte              | Democrazia Cristiana                          | Adolfo Sarti                     | Alba                                 |
| Piemonte              | Democrazia Cristiana                          | Carlo Baldi                      | Mondovì                              |
| Piemonte              | Democrazia Cristiana                          | Fausto Del Ponte                 | Verbano-Cusio-Ossola                 |
| Piemonte              | Democrazia Cristiana                          | Renzo Forma                      | Ivrea                                |
| Piemonte              | Democrazia Cristiana                          | Carlo Donat-Cattin               | Pinerolo                             |
| Piemonte              | Democrazia Cristiana                          | Carlo Boggio                     | Vercelli                             |
| Piemonte              | Partito Comunista Italiano                    | Carlo Pollidoro                  | Alessandria - Tortona                |
| Piemonte              | Partito Comunista Italiano                    | Leopoldo Attilio Martino         | Casale Monferrato - Chivasso         |
| Piemonte              | Partito Comunista Italiano                    | Napoleone Colajanni              | Acqui Terme - Novi Ligure            |
| Piemonte              | Partito Comunista Italiano                    | Tullio Vinay                     | Novara                               |
| Piemonte              | Partito Comunista Italiano                    | Lucio Libertini                  | Verbano-Cusio-Ossola                 |
| Piemonte              | Partito Comunista Italiano                    | Antonio Berti                    | Susa                                 |
| Piemonte              | Partito Comunista Italiano                    | Ugo Pecchioli                    | Torino Dora Oltre Stura Collina      |
| Piemonte              | Partito Comunista Italiano                    | Irmo Sassone                     | Vercelli                             |
| Piemonte              | Partito Comunista Italiano                    | Claudio Napoleoni                | Biella                               |
| Piemonte              | Partito Socialista Italiano                   | Alberto Cipellini                | Cuneo - Saluzzo                      |
| Piemonte              | Partito Socialista Italiano                   | Cornelio Masciadri               | Verbano-Cusio-Ossola                 |
| Piemonte              | Partito Socialista Italiano                   | Eugenio Bozzello Verole          | Ivrea                                |
| Piemonte              | Partito Socialista Democratico Italiano       | Luigi Buzio                      | Acqui Terme - Novi Ligure            |
| Piemonte              | Partito Liberale Italiano                     | Giuseppe Fassino                 | Cuneo - Saluzzo                      |
| Piemonte              | Partito Repubblicano Italiano                 | Bruno Visentini                  | Torino Centro                        |
| Piemonte              | Movimento Sociale Italiano - Destra Nazionale | Cesare Pozzo                     | Torino Centro                        |
| Lombardia             | Democrazia Cristiana                          | Angelo Castelli                  | Bergamo                              |
| Lombardia             | Democrazia Cristiana                          | Enzo Berlanda                    | Clusone                              |
| Lombardia             | Democrazia Cristiana                          | Vincenzo Bombardieri             | Treviglio                            |
| Lombardia             | Democrazia Cristiana                          | Giacomo Samuele Mazzoli          | Breno                                |
| Lombardia             | Democrazia Cristiana                          | Fermo Mino Martinazzoli          | Brescia                              |
| Lombardia             | Democrazia Cristiana                          | Mario Pedini                     | Chiari                               |
| Lombardia             | Democrazia Cristiana                          | Fabiano De Zan                   | Salò                                 |
| Lombardia             | Democrazia Cristiana                          | Luciano Forni                    | Como                                 |
| Lombardia             | Democrazia Cristiana                          | Tommaso Morlino                  | Lecco                                |
| Lombardia             | Democrazia Cristiana                          | Luigi Granelli                   | Cantù                                |
| Lombardia             | Democrazia Cristiana                          | Vincenzo Vernaschi               | Cremona                              |
| Lombardia             | Democrazia Cristiana                          | Ferdinando Truzzi                | Crema                                |
| Lombardia             | Democrazia Cristiana                          | Carlo Grazioli                   | Mantova                              |
| Lombardia             | Democrazia Cristiana                          | Libero Mazza                     | Milano I                             |
| Lombardia             | Democrazia Cristiana                          | Vittorino Colombo                | Monza                                |
| Lombardia             | Democrazia Cristiana                          | Giovanni Marcora                 | Vimercate                            |
| Lombardia             | Democrazia Cristiana                          | Camillo Ripamonti                | Lodi                                 |
| Lombardia             | Democrazia Cristiana                          | Carlo Lavezzari                  | Voghera                              |
| Lombardia             | Democrazia Cristiana                          | Eugenio Tarabini                 | Sondrio                              |
| Lombardia             | Democrazia Cristiana                          | Aristide Marchetti               | Varese                               |
| Lombardia             | Democrazia Cristiana                          | Gian Pietro Emilio Rossi         | Busto Arsizio                        |
| Lombardia             | Partito Comunista Italiano                    | Gino Torri                       | Brescia                              |
| Lombardia             | Partito Comunista Italiano                    | Renzo Antoniazzi                 | Cremona                              |
| Lombardia             | Partito Comunista Italiano                    | Giuseppe Chiarante               | Mantova                              |
| Lombardia             | Partito Comunista Italiano                    | Agostino Zavattini               | Ostiglia                             |
| Lombardia             | Partito Comunista Italiano                    | Mario Venanzi                    | Milano V                             |
| Lombardia             | Partito Comunista Italiano                    | Marina Rossanda                  | Milano VI                            |
| Lombardia             | Partito Comunista Italiano                    | Ada Valeria Ruhl Bonazzola       | Abbiategrasso                        |
| Lombardia             | Partito Comunista Italiano                    | Giorgio Milani                   | Rho                                  |
| Lombardia             | Partito Comunista Italiano                    | Libero Riccardelli               | Monza                                |
| Lombardia             | Partito Comunista Italiano                    | Angelo Romanò                    | Vimercate                            |
| Lombardia             | Partito Comunista Italiano                    | Rodolfo Pietro Bollini           | Lodi                                 |
| Lombardia             | Partito Comunista Italiano                    | Giovanni Bellinzona              | Voghera                              |
| Lombardia             | Partito Comunista Italiano                    | Armando Cossutta                 | Vigevano                             |
| Lombardia             | Partito Comunista Italiano                    | Armelino Milani                  | Pavia                                |
| Lombardia             | Partito Comunista Italiano                    | Modesto Gaetano Merzario         | Varese                               |
| Lombardia             | Partito Socialista Italiano                   | Maurizio Noci                    | Crema                                |
| Lombardia             | Partito Socialista Italiano                   | Gino Scevarolli                  | Mantova                              |
| Lombardia             | Partito Socialista Italiano                   | Enrico Novellini                 | Ostiglia                             |
| Lombardia             | Partito Socialista Italiano                   | Rino Formica                     | Milano VI                            |
| Lombardia             | Partito Socialista Italiano                   | Libero Della Briotta             | Sondrio                              |
| Lombardia             | Partito Socialista Italiano                   | Attilio Spozio                   | Varese                               |
| Lombardia             | Partito Socialista Democratico Italiano       | Egidio Ariosto                   | Salò                                 |
| Lombardia             | Partito Socialista Democratico Italiano       | Gianfranco Conti Persini         | Como                                 |
| Lombardia             | Movimento Sociale Italiano - Destra Nazionale | Giorgio Pisanò                   | Milano II                            |
| Lombardia             | Partito Repubblicano Italiano                 | Giovanni Spadolini               | Milano IV                            |
| Lombardia             | Partito Liberale Italiano                     | Giovanni Malagodi                | Milano I                             |
| Lombardia             | Partito Radicale                              | Gianfranco Spadaccia             | Milano II                            |
| Trentino-Alto Adige   | Südtiroler Volkspartei                        | Sergio Fontanari                 | Pergine Valsugana                    |
| Trentino-Alto Adige   | Südtiroler Volkspartei                        | Karl Mitterdorfer                | Bolzano                              |
| Trentino-Alto Adige   | Südtiroler Volkspartei                        | Peter Brugger                    | Bressanone                           |
| Trentino-Alto Adige   | Democrazia Cristiana                          | Glicerio Vettori                 | Rovereto                             |
| Trentino-Alto Adige   | Democrazia Cristiana                          | Remo Segnana                     | Pergine Valsugana                    |
| Trentino-Alto Adige   | Democrazia Cristiana                          | Tarcisio Salvaterra              | Mezzolombardo                        |
| Trentino-Alto Adige   | Partito Comunista Italiano                    | Andrea Mascagni                  | Rovereto                             |
| Veneto                | Democrazia Cristiana                          | Emilio Neri                      | Belluno                              |
| Veneto                | Democrazia Cristiana                          | Pietro Schiano                   | Padova                               |
| Veneto                | Democrazia Cristiana                          | Onorio Cengarle                  | Este                                 |
| Veneto                | Democrazia Cristiana                          | Luigi Carraro                    | Cittadella                           |
| Veneto                | Democrazia Cristiana                          | Alessandra Codazzi               | Treviso                              |
| Veneto                | Democrazia Cristiana                          | Angelo Pavan                     | Vittorio Veneto - Montebelluna       |
| Veneto                | Democrazia Cristiana                          | Mario Ferrari Aggradi            | Conegliano Veneto - Oderzo           |
| Veneto                | Democrazia Cristiana                          | Giorgio Longo                    | Mirano                               |
| Veneto                | Democrazia Cristiana                          | Giuliano Gusso                   | San Donà di Piave                    |
| Veneto                | Democrazia Cristiana                          | Guido Gonella                    | Verona Collina                       |
| Veneto                | Democrazia Cristiana                          | Luciano Dal Falco                | Verona Pianura                       |
| Veneto                | Democrazia Cristiana                          | Mariano Rumor                    | Vicenza                              |
| Veneto                | Democrazia Cristiana                          | Delio Giacometti                 | Schio                                |
| Veneto                | Democrazia Cristiana                          | Antonio Bisaglia                 | Bassano del Grappa                   |
| Veneto                | Partito Comunista Italiano                    | Antonino Papalia                 | Este                                 |
| Veneto                | Partito Comunista Italiano                    | Vittorio Sega                    | Adria                                |
| Veneto                | Partito Comunista Italiano                    | Rino Serri                       | Venezia                              |
| Veneto                | Partito Comunista Italiano                    | Giovanni Battista Carlassara     | Mirano                               |
| Veneto                | Partito Comunista Italiano                    | Giorgio Granzotto                | San Donà di Piave                    |
| Veneto                | Partito Comunista Italiano                    | Gastone Angelin                  | Chioggia                             |
| Veneto                | Partito Socialista Italiano                   | Augusto Talamona                 | San Donà di Piave                    |
| Veneto                | Partito Socialista Italiano                   | Roberto Spano                    | Chioggia                             |
| Veneto                | Partito Socialista Democratico Italiano       | Dino Riva                        | Belluno                              |
| Friuli-Venezia Giulia | Democrazia Cristiana                          | Mario Toros                      | Cividale del Friuli                  |
| Friuli-Venezia Giulia | Democrazia Cristiana                          | Bruno Giust                      | Pordenone                            |
| Friuli-Venezia Giulia | Democrazia Cristiana                          | Claudio Beorchia                 | Tolmezzo                             |
| Friuli-Venezia Giulia | Democrazia Cristiana                          | Giuseppe Tonutti                 | Udine                                |
| Friuli-Venezia Giulia | Partito Comunista Italiano                    | Silvano Bacicchi                 | Gorizia                              |
| Friuli-Venezia Giulia | Partito Comunista Italiano                    | Gabriella Gherbez                | Trieste II                           |
| Friuli-Venezia Giulia | Partito Socialista Italiano                   | Bruno Lepre                      | Tolmezzo                             |
| Liguria               | Partito Comunista Italiano                    | Nedo Canetti                     | Imperia                              |
| Liguria               | Partito Comunista Italiano                    | Giovanni Battista Urbani         | Savona                               |
| Liguria               | Partito Comunista Italiano                    | Ettore Benassi                   | Genova I                             |
| Liguria               | Partito Comunista Italiano                    | Anna Maria Conterno Degli Abbati | Genova II                            |
| Liguria               | Partito Comunista Italiano                    | Flavio Luigi Bertone             | La Spezia                            |
| Liguria               | Democrazia Cristiana                          | Aldo Amadeo                      | Imperia                              |
| Liguria               | Democrazia Cristiana                          | Carlo Pastorino                  | Genova IV                            |
| Liguria               | Democrazia Cristiana                          | Paolo Emilio Taviani             | Chiavari                             |
| Liguria               | Partito Socialista Italiano                   | Francesco Fossa                  | Genova III                           |
| Emilia-Romagna        | Partito Comunista Italiano                    | Arrigo Morandi                   | Bologna I                            |
| Emilia-Romagna        | Partito Comunista Italiano                    | Araldo Tolomelli                 | Bologna II                           |
| Emilia-Romagna        | Partito Comunista Italiano                    | Dante Stefani                    | Bologna III - Imola                  |
| Emilia-Romagna        | Partito Comunista Italiano                    | Giuseppe Branca                  | Ferrara                              |
| Emilia-Romagna        | Partito Comunista Italiano                    | Renata Talassi Giorgi            | Portomaggiore                        |
| Emilia-Romagna        | Partito Comunista Italiano                    | Sergio Flamigni                  | Rimini                               |
| Emilia-Romagna        | Partito Comunista Italiano                    | Giovanna Lucchi                  | Cesena                               |
| Emilia-Romagna        | Partito Comunista Italiano                    | Paolo Brezzi                     | Modena                               |
| Emilia-Romagna        | Partito Comunista Italiano                    | Tullio Vecchietti                | Carpi                                |
| Emilia-Romagna        | Partito Comunista Italiano                    | Arrigo Boldrini                  | Ravenna                              |
| Emilia-Romagna        | Partito Comunista Italiano                    | Renzo Bonazzi                    | Reggio Emilia                        |
| Emilia-Romagna        | Partito Comunista Italiano                    | Silvio Miana                     | Castelnovo ne' Monti - Sassuolo      |
| Emilia-Romagna        | Democrazia Cristiana                          | Leonardo Melandri                | Forlì - Faenza                       |
| Emilia-Romagna        | Democrazia Cristiana                          | Carlo Buzzi                      | Parma                                |
| Emilia-Romagna        | Democrazia Cristiana                          | Gino Cacchioli                   | Borgotaro - Salsomaggiore            |
| Emilia-Romagna        | Democrazia Cristiana                          | Giovanni Spezia                  | Piacenza                             |
| Emilia-Romagna        | Democrazia Cristiana                          | Beniamino Andreatta              | Fiorenzuola d'Arda - Fidenza         |
| Emilia-Romagna        | Democrazia Cristiana                          | Giorgio Degola                   | Castelnovo ne' Monti - Sassuolo      |
| Emilia-Romagna        | Partito Socialista Italiano                   | Riode Finessi                    | Portomaggiore                        |
| Emilia-Romagna        | Partito Socialista Italiano                   | Fabio Fabbri                     | Parma                                |
| Emilia-Romagna        | Partito Repubblicano Italiano                 | Libero Gualtieri                 | Ravenna                              |
| Emilia-Romagna        | Partito Socialista Democratico Italiano       | Anselmo Martoni                  | Portomaggiore                        |
| Toscana               | Partito Comunista Italiano                    | Giorgio Bondi                    | Arezzo                               |
| Toscana               | Partito Comunista Italiano                    | Giglia Tedesco Tatò              | Montevarchi                          |
| Toscana               | Partito Comunista Italiano                    | Mario Gozzini                    | Firenze II                           |
| Toscana               | Partito Comunista Italiano                    | Giuliano Procacci                | Firenze III                          |
| Toscana               | Partito Comunista Italiano                    | Piero Pieralli                   | Prato                                |
| Toscana               | Partito Comunista Italiano                    | Walter Chielli                   | Grosseto                             |
| Toscana               | Partito Comunista Italiano                    | Umberto Terracini                | Livorno                              |
| Toscana               | Partito Comunista Italiano                    | Carlo Marselli                   | Massa-Carrara                        |
| Toscana               | Partito Comunista Italiano                    | Elia Lazzari                     | Volterra                             |
| Toscana               | Partito Comunista Italiano                    | Franco Calamandrei               | Pistoia                              |
| Toscana               | Partito Comunista Italiano                    | Aurelio Ciacci                   | Siena                                |
| Toscana               | Democrazia Cristiana                          | Giuseppe Bartolomei              | Arezzo                               |
| Toscana               | Democrazia Cristiana                          | Giuseppe Petrilli                | Montevarchi                          |
| Toscana               | Democrazia Cristiana                          | Luciano Bausi                    | Firenze I                            |
| Toscana               | Democrazia Cristiana                          | Arturo Pacini                    | Lucca                                |
| Toscana               | Democrazia Cristiana                          | Alessandro Carlo Faedo           | Viareggio                            |
| Toscana               | Democrazia Cristiana                          | Alberto Del Nero                 | Massa-Carrara                        |
| Toscana               | Democrazia Cristiana                          | Giorgio Renzo Rosi               | Pistoia                              |
| Toscana               | Partito Socialista Italiano                   | Silvano Signori                  | Grosseto                             |
| Toscana               | Partito Socialista Italiano                   | Paolo Barsacchi                  | Viareggio                            |
| Umbria                | Partito Comunista Italiano                    | Vinci Grossi                     | Perugia II                           |
| Umbria                | Partito Comunista Italiano                    | Dario Valori                     | Città di Castello                    |
| Umbria                | Partito Comunista Italiano                    | Ezio Ottaviani                   | Terni                                |
| Umbria                | Partito Comunista Italiano                    | Luigi Silvestro Anderlini        | Orvieto                              |
| Umbria                | Democrazia Cristiana                          | Giorgio Spitella                 | Perugia I                            |
| Umbria                | Democrazia Cristiana                          | Giancarlo De Carolis             | Foligno - Spoleto                    |
| Umbria                | Partito Socialista Italiano                   | Fabio Maravalle                  | Orvieto                              |
| Marche                | Democrazia Cristiana                          | Giovanni Venturi                 | Urbino                               |
| Marche                | Democrazia Cristiana                          | Rodolfo Tambroni Armaroli        | Macerata                             |
| Marche                | Democrazia Cristiana                          | Danilo De' Cocci                 | Fermo                                |
| Marche                | Democrazia Cristiana                          | Gualtiero Nepi                   | Ascoli Piceno                        |
| Marche                | Partito Comunista Italiano                    | Paolo Guerrini                   | Jesi - Senigallia                    |
| Marche                | Partito Comunista Italiano                    | Giorgio De Sabbata               | Pesaro - Fano                        |
| Marche                | Partito Comunista Italiano                    | Pasquale Salvucci                | Urbino                               |
| Marche                | Partito Comunista Italiano                    | Gianfilippo Benedetti            | Fermo                                |
| Lazio                 | Democrazia Cristiana                          | Giulio D'Agostini                | Frosinone                            |
| Lazio                 | Democrazia Cristiana                          | Ignazio Vincenzo Senese          | Sora - Cassino                       |
| Lazio                 | Democrazia Cristiana                          | Mario Costa                      | Latina                               |
| Lazio                 | Democrazia Cristiana                          | Filippo Micheli                  | Rieti                                |
| Lazio                 | Democrazia Cristiana                          | Gaetano Stammati                 | Roma I                               |
| Lazio                 | Democrazia Cristiana                          | Francesco Rebecchini             | Roma II                              |
| Lazio                 | Democrazia Cristiana                          | Nicola Signorello                | Roma V                               |
| Lazio                 | Democrazia Cristiana                          | Marino Carboni                   | Roma VI                              |
| Lazio                 | Democrazia Cristiana                          | Franca Falcucci                  | Roma VII                             |
| Lazio                 | Democrazia Cristiana                          | Rosa Iervolino Russo             | Roma VIII                            |
| Lazio                 | Democrazia Cristiana                          | Onio Della Porta                 | Viterbo                              |
| Lazio                 | Partito Comunista Italiano                    | Maurizio Ferrara                 | Frosinone                            |
| Lazio                 | Partito Comunista Italiano                    | Paolo Bufalini                   | Roma III                             |
| Lazio                 | Partito Comunista Italiano                    | Edoardo Romano Perna             | Roma IV                              |
| Lazio                 | Partito Comunista Italiano                    | Carla Alberta Ravaioli           | Roma VI                              |
| Lazio                 | Partito Comunista Italiano                    | Nino Pasti                       | Roma VII                             |
| Lazio                 | Partito Comunista Italiano                    | Roberto Maffioletti              | Velletri                             |
| Lazio                 | Partito Comunista Italiano                    | Adriano Ossicini                 | Tivoli                               |
| Lazio                 | Partito Comunista Italiano                    | Enzo Modica                      | Civitavecchia                        |
| Lazio                 | Partito Comunista Italiano                    | Sergio Pollastrelli              | Viterbo                              |
| Lazio                 | Movimento Sociale Italiano - Destra Nazionale | Pino Romualdi                    | Roma II                              |
| Lazio                 | Movimento Sociale Italiano - Destra Nazionale | Michele Marchio                  | Roma V                               |
| Lazio                 | Partito Socialista Italiano                   | Antonio Landolfi                 | Sora - Cassino                       |
| Lazio                 | Partito Socialista Italiano                   | Francesco Spinelli               | Rieti                                |
| Lazio                 | Partito Radicale                              | Sergio Stanzani Ghedini          | Roma VIII                            |
| Lazio                 | Partito Socialista Democratico Italiano       | Dante Schietroma                 | Frosinone                            |
| Lazio                 | Partito Repubblicano Italiano                 | Claudio Venanzetti               | Roma I                               |
| Abruzzo               | Democrazia Cristiana                          | Adriano Bompiani                 | Chieti                               |
| Abruzzo               | Democrazia Cristiana                          | Errico D'Amico                   | Lanciano - Vasto                     |
| Abruzzo               | Democrazia Cristiana                          | Achille Accili                   | L'Aquila - Sulmona                   |
| Abruzzo               | Democrazia Cristiana                          | Giuseppe Fracassi                | Avezzano                             |
| Abruzzo               | Partito Comunista Italiano                    | Enrico Graziani                  | Lanciano - Vasto                     |
| Abruzzo               | Partito Comunista Italiano                    | Nevio Felicetti                  | Pescara                              |
| Abruzzo               | Partito Comunista Italiano                    | Claudio Ferrucci                 | Teramo                               |
| Molise                | Democrazia Cristiana                          | Domenico Raffaello Lombardi      | Campobasso - Isernia                 |
| Molise                | Democrazia Cristiana                          | Osvaldo Di Lembo                 | Larino                               |
| Campania              | Democrazia Cristiana                          | Nicola Mancino                   | Avellino                             |
| Campania              | Democrazia Cristiana                          | Salverino De Vito                | Sant'Angelo dei Lombardi             |
| Campania              | Democrazia Cristiana                          | Alfonso Tanga                    | Benevento - Ariano Irpino            |
| Campania              | Democrazia Cristiana                          | Cristoforo Ricci                 | Cerreto Sannita                      |
| Campania              | Democrazia Cristiana                          | Giuseppe Santonastaso            | Caserta                              |
| Campania              | Democrazia Cristiana                          | Antonio Vitale                   | Santa Maria Capua Vetere - Aversa    |
| Campania              | Democrazia Cristiana                          | Francesco Paolo Bonifacio        | Piedimonte Matese - Sessa Aurunca    |
| Campania              | Democrazia Cristiana                          | Francesco Patriarca              | Castellammare di Stabia              |
| Campania              | Democrazia Cristiana                          | Salvatore Sica                   | Nola                                 |
| Campania              | Democrazia Cristiana                          | Mario Valiante                   | Salerno                              |
| Campania              | Democrazia Cristiana                          | Pietro Colella                   | Nocera Inferiore                     |
| Campania              | Democrazia Cristiana                          | Bernardo D'Arezzo                | Eboli                                |
| Campania              | Democrazia Cristiana                          | Peppino Manente Comunale         | Sala Consilina - Vallo della Lucania |
| Campania              | Partito Comunista Italiano                    | Michele Iannarone                | Sant'Angelo dei Lombardi             |
| Campania              | Partito Comunista Italiano                    | Francesco Lugnano                | Santa Maria Capua Vetere - Aversa    |
| Campania              | Partito Comunista Italiano                    | Boris Ulianich                   | Napoli I                             |
| Campania              | Partito Comunista Italiano                    | Antonio Mola                     | Napoli IV                            |
| Campania              | Partito Comunista Italiano                    | Gerardo Chiaromonte              | Napoli VI                            |
| Campania              | Partito Comunista Italiano                    | Pietro Valenza                   | Afragola                             |
| Campania              | Partito Comunista Italiano                    | Carlo Fermariello                | Torre del Greco                      |
| Campania              | Partito Comunista Italiano                    | Gaetano Di Marino                | Salerno                              |
| Campania              | Movimento Sociale Italiano - Destra Nazionale | Pietro Pirolo                    | Napoli III                           |
| Campania              | Movimento Sociale Italiano - Destra Nazionale | Pietro Pistolese                 | Napoli IV                            |
| Campania              | Movimento Sociale Italiano - Destra Nazionale | Antonio Rastrelli                | Napoli V                             |
| Campania              | Partito Socialista Italiano                   | Francesco Jannelli               | Avellino                             |
| Campania              | Partito Socialista Italiano                   | Mario Vignola                    | Eboli                                |
| Campania              | Partito Socialista Italiano                   | Enrico Quaranta                  | Sala Consilina - Vallo della Lucania |
| Campania              | Partito Socialista Democratico Italiano       | Giosi Roccamonte                 | Sala Consilina - Vallo della Lucania |
| Campania              | Partito Repubblicano Italiano                 | Biagio Pinto                     | Sala Consilina - Vallo della Lucania |
| Puglia                | Democrazia Cristiana                          | Attilio Busseti                  | Molfetta                             |
| Puglia                | Democrazia Cristiana                          | Vito Rosa                        | Bitonto                              |
| Puglia                | Democrazia Cristiana                          | Pietro Mezzapesa                 | Monopoli                             |
| Puglia                | Democrazia Cristiana                          | Severino Fallucchi               | Lucera                               |
| Puglia                | Democrazia Cristiana                          | Nicola Ferrara                   | Cerignola                            |
| Puglia                | Democrazia Cristiana                          | Giulio Orlando                   | Martina Franca                       |
| Puglia                | Democrazia Cristiana                          | Alessandro Agrimi                | Lecce                                |
| Puglia                | Democrazia Cristiana                          | Giorgio De Giuseppe              | Gallipoli - Galatina                 |
| Puglia                | Democrazia Cristiana                          | Claudio Vitalone                 | Tricase                              |
| Puglia                | Partito Comunista Italiano                    | Michele Miraglia                 | Brindisi                             |
| Puglia                | Partito Comunista Italiano                    | Donato Michele Fragassi          | Foggia - San Severo                  |
| Puglia                | Partito Comunista Italiano                    | Renato Guttuso                   | Lucera                               |
| Puglia                | Partito Comunista Italiano                    | Pasquale Panico                  | Cerignola                            |
| Puglia                | Partito Comunista Italiano                    | Antonio Romeo                    | Taranto                              |
| Puglia                | Partito Comunista Italiano                    | Domenico Cazzato                 | Martina Franca                       |
| Puglia                | Partito Socialista Italiano                   | Gaetano Scamarcio                | Bitonto                              |
| Puglia                | Partito Socialista Italiano                   | Amleto Monsellato                | Tricase                              |
| Puglia                | Movimento Sociale Italiano - Destra Nazionale | Araldo di Crollalanza            | Bari                                 |
| Puglia                | Movimento Sociale Italiano - Destra Nazionale | Tommaso Mitrotti                 | Monopoli                             |
| Puglia                | Partito Socialista Democratico Italiano       | Cesarino Dante Cioce             | Barletta - Trani                     |
| Basilicata            | Democrazia Cristiana                          | Carmelo Francesco Salerno        | Matera                               |
| Basilicata            | Democrazia Cristiana                          | Saverio D'Amelio                 | Tricarico                            |
| Basilicata            | Democrazia Cristiana                          | Nicola Lapenta                   | Potenza                              |
| Basilicata            | Democrazia Cristiana                          | Decio Scardaccione               | Corleto Perticara                    |
| Basilicata            | Partito Comunista Italiano                    | Angelo Ziccardi                  | Matera                               |
| Basilicata            | Partito Comunista Italiano                    | Giovanni Calice                  | Melfi                                |
| Basilicata            | Partito Socialista Italiano                   | Domenico Pittella                | Lagonegro                            |
| Calabria              | Democrazia Cristiana                          | Elio Tiriolo                     | Catanzaro                            |
| Calabria              | Democrazia Cristiana                          | Antonino Murmura                 | Vibo Valentia                        |
| Calabria              | Democrazia Cristiana                          | Carlo Romei                      | Castrovillari - Paola                |
| Calabria              | Democrazia Cristiana                          | Sebastiano Vincelli              | Reggio Calabria                      |
| Calabria              | Democrazia Cristiana                          | Giuseppe Fimognari               | Locri                                |
| Calabria              | Partito Comunista Italiano                    | Luigi Tropeano                   | Catanzaro                            |
| Calabria              | Partito Comunista Italiano                    | Mario Sestito                    | Crotone                              |
| Calabria              | Partito Comunista Italiano                    | Luigi Tarsitano                  | Rossano                              |
| Calabria              | Partito Socialista Italiano                   | Giuseppe Lelio Petronio          | Lamezia Terme                        |
| Calabria              | Partito Socialista Italiano                   | Sisinio Zito                     | Locri                                |
| Calabria              | Movimento Sociale Italiano - Destra Nazionale | Ciccio Franco                    | Reggio Calabria                      |
| Sicilia               | Democrazia Cristiana                          | Giovanni Silvestro Coco          | Caltanissetta                        |
| Sicilia               | Democrazia Cristiana                          | Saverio Damagio                  | Piazza Armerina                      |
| Sicilia               | Democrazia Cristiana                          | Niccolò Grassi Bertazzi          | Acireale                             |
| Sicilia               | Democrazia Cristiana                          | Mario Scelba                     | Caltagirone                          |
| Sicilia               | Democrazia Cristiana                          | Antonino Calarco                 | Messina                              |
| Sicilia               | Democrazia Cristiana                          | Carmelo Santalco                 | Barcellona Pozzo di Gotto            |
| Sicilia               | Democrazia Cristiana                          | Luigi Genovese                   | Patti                                |
| Sicilia               | Democrazia Cristiana                          | Giuseppe Avellone                | Partinico - Monreale                 |
| Sicilia               | Democrazia Cristiana                          | Paolo Bevilacqua                 | Palermo I                            |
| Sicilia               | Democrazia Cristiana                          | Giuseppe Cerami                  | Palermo II                           |
| Sicilia               | Democrazia Cristiana                          | Antonino Riggio                  | Corleone - Bagheria                  |
| Sicilia               | Democrazia Cristiana                          | Vincenzo Carollo                 | Termini Imerese - Cefalù             |
| Sicilia               | Partito Comunista Italiano                    | Raniero La Valle                 | Agrigento                            |
| Sicilia               | Partito Comunista Italiano                    | Giuseppe Montalbano              | Sciacca                              |
| Sicilia               | Partito Comunista Italiano                    | Giuseppe Vitale                  | Caltagirone                          |
| Sicilia               | Partito Comunista Italiano                    | Epifanio La Porta                | Enna                                 |
| Sicilia               | Partito Comunista Italiano                    | Emanuele Macaluso                | Ragusa                               |
| Sicilia               | Partito Comunista Italiano                    | Salvatore Corallo                | Siracusa                             |
| Sicilia               | Partito Socialista Italiano                   | Domenico Segreto                 | Sciacca                              |
| Sicilia               | Partito Socialista Italiano                   | Francesco Recupero               | Barcellona Pozzo di Gotto            |
| Sicilia               | Partito Socialista Italiano                   | Francesco Di Nicola              | Trapani                              |
| Sicilia               | Movimento Sociale Italiano - Destra Nazionale | Cristoforo Filetti               | Acireale                             |
| Sicilia               | Movimento Sociale Italiano - Destra Nazionale | Biagio Pecorino                  | Catania I                            |
| Sicilia               | Movimento Sociale Italiano - Destra Nazionale | Antonino La Russa                | Catania II                           |
| Sicilia               | Partito Socialista Democratico Italiano       | Francesco Parino                 | Alcamo                               |
| Sicilia               | Partito Repubblicano Italiano                 | Ignazio Mineo                    | Termini Imerese - Cefalù             |
| Sardegna              | Democrazia Cristiana                          | Lucio Abis                       | Oristano                             |
| Sardegna              | Democrazia Cristiana                          | Giosuè Ligios                    | Nuoro                                |
| Sardegna              | Democrazia Cristiana                          | Francesco Deriu                  | Sassari                              |
| Sardegna              | Democrazia Cristiana                          | Pietro Pala                      | Tempio - Ozieri                      |
| Sardegna              | Partito Comunista Italiano                    | Peppino Fiori                    | Cagliari                             |
| Sardegna              | Partito Comunista Italiano                    | Pietro Pinna                     | Oristano                             |
| Sardegna              | Partito Comunista Italiano                    | Daverio Clementino Giovannetti   | Iglesias                             |
| Sardegna              | Partito Socialista Italiano                   | Giuseppe Ferralasco              | Iglesias                             |
| Valle d'Aosta         | UV - DP - PLI                                 | Pietro Francesco Fosson          | Aosta                                |